# His Hour
His Hour is een Amerikaanse dramafilm uit 1924 onder regie van King Vidor. Destijds werd de film uitgebracht onder de titel De vrouwenveroveraar.

## Verhaal
De jonge Engelse Tamara Loraine voelt zich aangetrokken tot de Russische prins Gritzko, nadat ze hem heeft ontmoet in Egypte. De prins is geïnteresseerd in haar, maar zij houdt een afstand, omdat hij de reputatie heeft van een rokkenjager.

## Rolverdeling
| Acteur             | Personage         |
| ------------------ | ----------------- |
| Aileen Pringle     | Tamara Loraine    |
| John Gilbert       | Prins Gritzko     |
| Emily Fitzroy      | Prinses Ardacheff |
| Lawrence Grant     | Stephen Strong    |
| Dale Fuller        | Olga Gleboff      |
| Mario Carillo      | Graaf Valonne     |
| Jacqueline Gadsden | Tatiane Shebanoff |
| George Waggner     | Sasha Basmanoff   |
| Carrie Clark Ward  | Prinses Murieska  |
| Bertram Grassby    | Boris Varishkine  |
| Jill Reties        | Sonia Zaieskine   |
| Wilfred Gough      | Lord Courtney     |